# Aleksandr Verzhbilovich
Aleksandr Valerianovich Verzhbilovich (rus: Александр Валерианович Вержбилович) (Sant Petersburg (Rússia), 8 de gener, 1850 [OS 27 de desembre de 1849] - Idem. 15 de març [OS 2 de març, 1911) va ser un cellista d'ascendència clàssica russa.

## Biografia
Verzhbilovich va tenir un pare polonès, va passar un temps considerable fent concerts a Polònia durant la seva carrera, i almenys una font important diu que va néixer a Varsòvia i es va educar allà. Això explicaria per què diverses referències es refereixen a ell com a músic polonès. No obstant això, la preponderància de les fonts diuen que va néixer i va morir a Rússia, i va estar establert en aquest país durant tota la seva vida.
Aleksandr Verzhbilovich va néixer a Sant Petersburg i va ser alumne de Karl Davídov al Conservatori de Sant Petersburg. Ràpidament va ser reconegut com un intèrpret destacat, i va aparèixer en concert amb noms com Anton Rubinstein, Vassili Safónov, Alexander Siloti, Anna Yesipova, Felix Blumenfeld, Sergei Rachmaninoff, Hieronymus Weickmann, Leopold Auer i altres. Sovint va viatjar a Polònia, on va ser especialista en música per a violoncel sol, però sempre va concloure els seus recitals amb trios amb el violinista Stanisław Barcewicz i el pianista Aleksander Michałowski.
De 1877 a 1882 va ser violoncel principal a l'Òpera Italiana. De 1882 a 1885 va ser violoncel principal a l'Orquestra de l'Òpera Imperial Russa. També va ser membre del Quartet de corda de Sant Petersburg.
Entre 1882-85 i de nou 1887-1911 va ser professor al Conservatori, on els seus alumnes incloïen Leopold Rostropovich (pare de Mstislav Rostropovich), Alexey Davydov (nebot de Karl Davydov), Semyon Kozolupov (professor de Sviatoslav Knushevitsky), Raymond Bööckee i altres.
Aleksandr Verzhbilovich tenia una associació i amistat significativa amb Piotr Ilitx Txaikovski. Quan va escriure el seu Sextet en re menor, op. 70, Souvenir de Florència, Txaikovski va demanar el consell de Verzhbilovich sobre la primera part del violoncel. Mentre estava a Sant Petersburg per als assajos de Píkovaia dama, Txaikovski va organitzar una audició del Sextet a l'Hotel Rossiya, per a un petit públic convidat com Anatoli Liàdov, Alexander Glazunov i Herman Laroche, els intèrprets incloent Verzhbilovich. Txaikovski no estava del tot satisfet amb com avançava el treball, i va decidir reescriure el Scherzo i el Final.
Poc després de la mort de Txaikovski, Verzhbilovich va assistir al seu apartament, aparentment en estat d'embriaguesa. Segons les memòries de Nikolai Rimsky-Korsakov, va besar profusament a la cara al difunt compositor, malgrat el còlera que l'havia matat. No obstant això, en aquest informe s'han deixat alguns dubtes sobre la fiabilitat de la memòria de Rimsky.
El 1902, a Sant Petersburg, es va convertir en la primera persona a gravar qualsevol de la música de Johann Sebastian Bach: l'"Aire" de l'obertura núm. 3 en re major, BWV 1068, arranjada per a violoncel i piano. Va fer un grapat d'altres costats de 78 rpm.
Se li van dedicar les següents obres:
Alexander Glazunov

- Mélodie (Op. 20, núm. 1) i Sérénade Espagnole (Op. 20, núm. 2), per a violoncel i piano[18]
- Cant del Ménestrel, Op. 71, per a violoncel i orquestra

David Popper

- Serenata Oriental, Op. 18
- Danses espanyoles, Op. 54[2][19]

algunes obres d'Eduard Nápravník.
Va transcriure algunes peces de Txaikovski i d'altres per a violoncel, i va escriure ell mateix un petit nombre d'obres menors originals (Vals, Étude, etc.).
Aleksandr Verzhbilovich va morir a la ciutat del seu naixement (Sant Petersburg) el 15 de març de 1911 (ns), als 61 anys.